# 715. Infanterie-Division (Wehrmacht)
Die 715. Infanterie-Division war eine Infanteriedivision des Heeres der deutschen Wehrmacht im Zweiten Weltkrieg.

## Geschichte

### Aufstellung
Die Division wurde im Mai 1941 durch den Wehrkreis V im Rahmen der 15. Aufstellungswelle aufgestellt.

### Besatzungstruppe Frankreich
Die Division war lange ausschließlich als Besatzungstruppe in Frankreich stationiert. Dort war sie bis Mai 1942 der 7. Armee unterstellt und anschließend bis Juni 1943 der 1. Armee. Mit dem Einsatz in Südfrankreich von Juli 1943 bis September 1943 unterstand die Division der Korpsgruppe Felber. Von Oktober 1943 bis Januar 1944 war die Division in Nizza bei der 19. Armee.

### Verlegung nach Italien
Anschließend wurde die Division, gemeinsam mit der neu aus der umbenannten 714. Infanterie-Division gebildeten 114. Jäger-Division nach Italien zur 14. Armee verlegt.

### Nettuno
Einsatz am Brückenkopf von Nettuno während der alliierten Landung in schwere Kämpfe verwickelt, bei der sie stark dezimiert wurde.

### Auffrischung 1944
Daraufhin erfolgte Ende Juni 1944 eine Auffrischung aus der Schatten-Division Wildflecken.
Von August 1944 bis Februar 1945 unterstand die Division der 10. Armee und war um Rimini eingesetzt.

### Auffrischung 1945
Ende Februar 1945 wurde die Division zur Auffrischung in der Raum um Prag verlegt und dafür das Grenadier-Regiment 1256 eingesetzt.

### Einsatz an der Ostfront
Im März 1945 wurde sie an die Ostfront in Oberschlesien (Raum Loslau-Kattowitz) zur 1. Panzerarmee verlegt und kämpfte hier gegen die Rote Armee. Es folgte ein Rückzug nach Böhmen.

### Kapitulation
Die Division ging im Mai 1945 bei Tábor in sowjetische Kriegsgefangenschaft.

### Befehlsverweigerung des Divisionskommandeur
Im März 1945 kam es zu einer Anklage des Divisionskommandeurs von Rohr durch Generaloberst Ferdinand Schörner. Dieser hatte Soldaten seiner Division, welche vor dem Feind geflohen waren, nicht standrechtlich erschießen lassen und sich geweigert einen solchen Befehl umzusetzen. Schörner wollte ursprünglich von Rohr erschießen lassen. Das OKH milderte das Todesurteil zu Degradierung und Frontbewährung. Von Rohr wurde zum Oberst degradiert. Er übernahm ab April 1945 das Kommando über das Grenadier-Regiment 697.

### Gedenkstätte

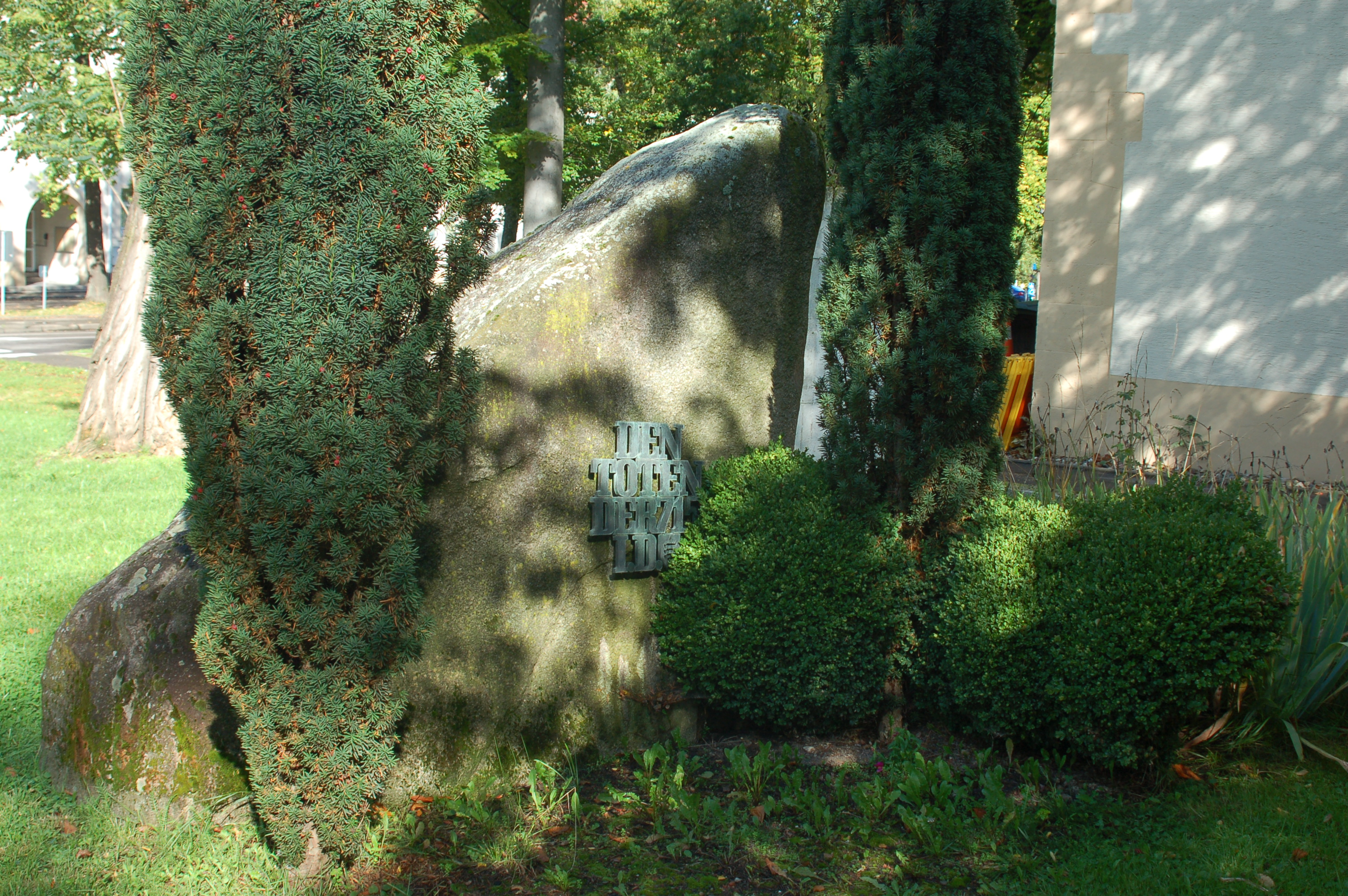
Ein Denkmal bei Patch Barracks

## Kommandeure
- Oberst/Generalmajor Ernst Wening: von der Aufstellung bis Mitte Juli 1942
- Generalmajor/Generalleutnant Kurt Hoffmann: von Mitte Juli 1942 bis Januar 1944
- Generalmajor/Generalleutnant Hans-Georg Hildebrandt: von Januar 1944 bis Ende Juli 1944
- Oberst Hanns von Rohr: von August 1944 bis Mitte September 1944
- Generalmajor Hans-Joachim Ehlert: von Mitte September 1944 bis Ende September 1944
- Oberst/Generalmajor Hanns von Rohr: Ende September 1944 bis März 1945

## Gliederung
1941
- Infanterie-Regiment 725 (Stuttgart)
- Infanterie-Regiment 735 (Ulm)
- Artillerie-Abteilung 671 mit drei Batterien
- Pionier-Kompanie 715, Ende 1942 zur Pionier-Bataillon 715 aufgebaut
- Nachrichten-Kompanie 715, Ende 1942 zum Nachrichten-Bataillon 715 aufgebaut
- Versorgungs-Einheiten 715

1945
- Grenadier-Regiment 725, 1944 nur noch mit zwei Bataillone und aus Grenadier-Regiment Wildflecken 2 aufgefrischt
- Grenadier-Regiment 735, 1944 nur noch mit zwei Bataillone
- Grenadier-Regiment 774, 1945 mit zwei Bataillone aus dem Grenadier-Regiment 1256 aufgestellt
- Artillerie-Regiment 671, im August 1943 aufgestellt
- Divisions-Einheiten 715, u. a.:
  - Panzerjäger-Abteilung 715, im März 1944 aus der Panzerjagd-Kompanie 715 gebildet
  - Pionier-Bataillon 715
  - Nachrichten-Bataillon 715
  - Divisions-Füsilier-Bataillon 715, im Juli 1944 aus Teilen der Schatten-Division Wildflecken aufgestellt